# تصنيف غولدشميت
تصنيف غولدشميت عبارة عن توزيع للعناصر الكيميائية في الجدول الدوري بناء على أساس جيوكيميائي. كما يعرف باسم التصنيف الجيوكيميائي للعناصر.
كان فيكتور غولدشميت أول من طور هذا المبدأ وسمي التصنيف على اسمه. يعتمد التصنيف على تجميع العناصر الكيميائية حسب الطور المفضل الذي يوجد فيه العنصر على شكل معدن في الطبيعة.
قسّم غولدشميت العناصر إلى أربعة أطوار:
- عناصر محبّة للصخر lithophile
- عناصر محبّة للحديد siderophile
- عناصر محبّة للكالكوجين chalcophile
- عناصر محبّة للغاز أو للهواء atmophile

يكون لبعض العناصر قابلية للتصنيف في أكثر من طور.

## اقرأ أيضاً
- وفرة العناصر الكيميائية